# Arsina
Arsina là một chi bướm đêm thuộc họ Noctuidae.